# 新・個人教授
新・個人教授（しん・こじんきょうじゅ、原題:Vous Interessez-Vous A La Chose? 英題:First Time with Feeling）は1973年のフランス映画。日本公開は1974年7月27日。R-15指定相当。お色気系の青春映画。

## スタッフ
- 監督：ジャック・バラティエ
- 脚本：クロード・エイムーシュ、ステファーヌ・ジューラ、ジャン＝ミシェル・リブ、ジャック・バラティエ
- 原作：クロード・エイムーシュ『Et le Bel Aujourd'hui』
- 製作：フランシス・コーヌ、レイモン・エガー
- 音楽：ヤニ・スパノス
- 撮影：ダニエル・ゴードリー
- 音響：リュック・ペリーニ
- 編集：エレーヌ・プレミアニコフ
- 制作会社：Films EGE, Francos Films
- 配給：SNC
- フォーマット：カラー - 1.85:1 - モノラル - 35mm

## キャスト
※括弧内は日本語吹替（初回放送1985年10月26日 日本テレビ『土曜映画劇場』DVD収録）
- リーズ：ナタリー・ドロン（沢田敏子）
- パトリック：ディディエ・オードパン（難波圭一）
- ヨアヒム・ハンセン（嶋俊介）
- ミュリエル・カタラ
- ジュリアン：ベルナール・ジャンテ（塩沢兼人）
- ルネ・サン＝シール

## 備考
主演のナタリー・ドロンが共通しているが「個人教授」とは特に関係性はない。